# Anna Hazare
Kisan Baburao Hazare Marathi: किसन बाबुराव हजारे (algemeen bekend als Anna Hazare) (Bhingar, 15 juni 1937) is een Indiaas sociaal activist die in 2011 deelnam aan de Indiase anti-corruptiebeweging van 2011. Hij maakte daarbij in navolging van de leer van Mahatma Gandhi gebruik van geweldloze methoden.
Hazare begon op 5 april 2011 een hongerstaking om zo druk uit te oefenen op de Indiase regering om een strikte anti-corruptie-wet aan te nemen zoals bedoeld in het Jan Lokpal-wetsvoorstel. Dit voorzag in het instellen van een ombudsman met de macht om handelend op te treden tegen corruptie in publieke ambten. Deze hongerstaking leidde tot landelijke protesten ter ondersteuning van Hazare. Op 9 april, de dag nadat de Indiase regering Hazares eisen had geaccepteerd, beëindigde Harare zijn hongerstaking. De overheid liet in de kranten weten dat er een gezamenlijk comité gevormd zou worden, waarin zowel afgevaardigden van de overheid als vertegenwoordigers uit het het maatschappelijk middenveld zouden worden uitgenodigd plaats te nemen.
Aangezien het wetsvoorstel dat aan het parlement werd gepresenteerd volgens Hazare te veel punten openliet en hij het niet geschikt achtte om het corruptieprobleem op te lossen, kondigde Hazare in augustus 2011 aan opnieuw in hongerstaking te gaan. Op 16 augustus werd hij gearresteerd. Hij zou alleen worden vrijgelaten, indien hij zou beloven niet opnieuw in hongerstaking te gaan. Als reactie hierop begon Hazare zijn hongerstaking in de gevangenis, waar hij vrijwillig verbleef.
Op 19 augustus verliet hij de gevangenis en zette hij zijn hongerstaking voort Pas nadat het Indiase parlement tijdens haar beraadslagingen over een anti-corruptiewet bereidheid had getoond om op wezenlijke eisen van Hazare in te gaan, brak hij op 28 augustus 2011 zijn hongerstaking af. Toegejuicht door tienduizenden aanhangers nam hij in het centrum van New Delhi een paar slokjes kokosmelk en honing tot zich. Onder zijn eisen was vooral de oprichting van een onafhankelijke instantie die alle ministers, afgevaardigden en ambtenaren controleert alsook de instelling van ombudsmannen in alle 29 Indiase deelstaten.

## Voetnoten
1. ↑  (de)  Tobias Matern: Hungern im Namen Gandhis Hungern im Namen Gandhis, Süddeutsche Zeitung online, 22 augustus 2011. Gearchiveerd op 23 november 2019.
2. ↑  (de)  Anna Hazare beëindigt hongerstaking Zeit Online, 28 augustus 2011. Gearchiveerd op 27 oktober 2016.